# Страткона (провінційний парк)
Провінційний парк Страткона — найстаріший провінційний парк у Британській Колумбії, Канада, і найбільший на острові Ванкувер. Заснований у 1911 році, парк був названий на честь Дональда Олександра Сміта, 1-го барона Страткони та Маунт-Рояла, багатого філантропа та піонера залізниці :256. Парк розташований у регіональному окрузі Страткона. Біосферний заповідник Clayoquot Sound, заснований у 2000 році, включає три річкові басейни в західній частині парку.

## Географія

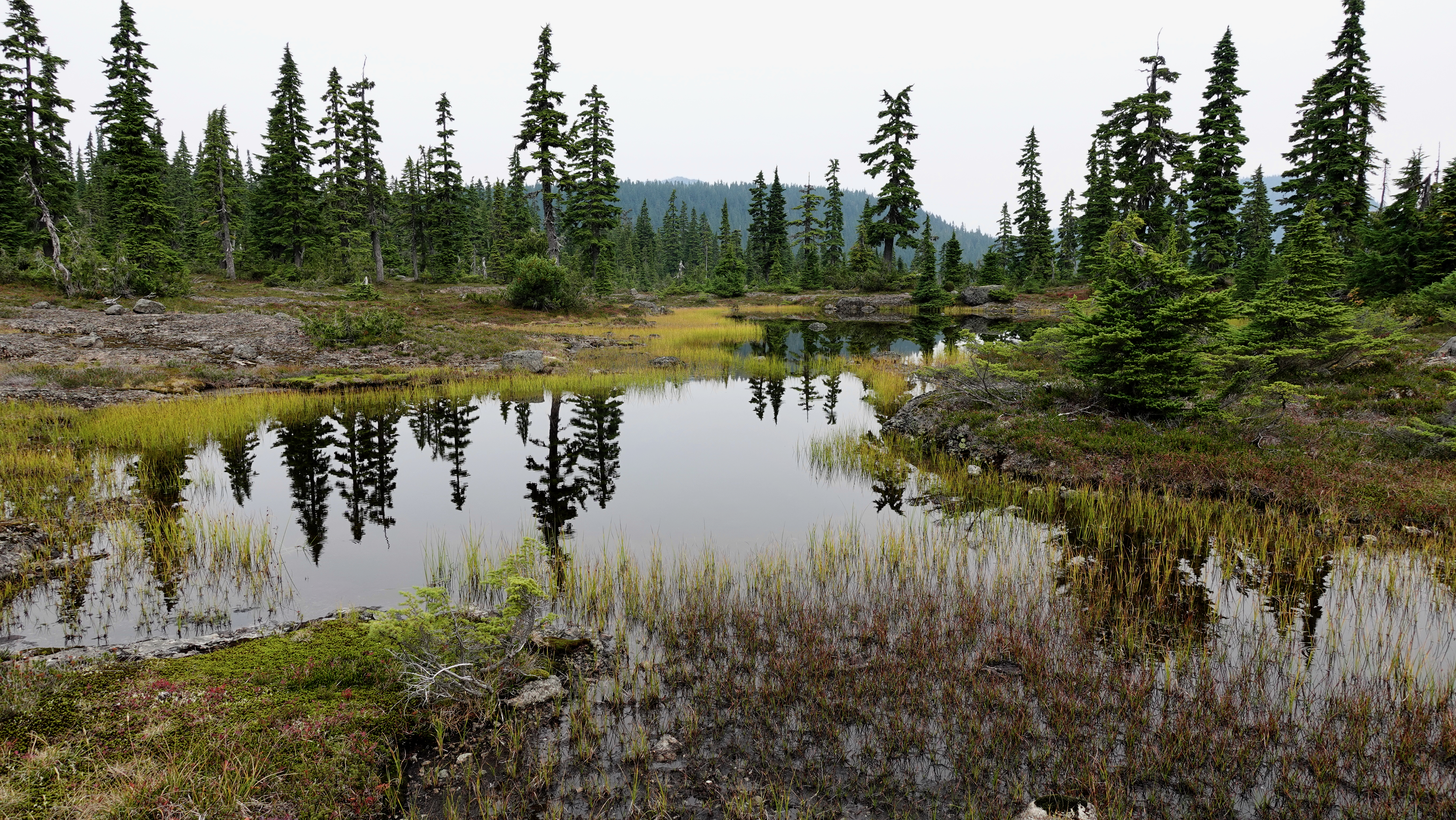
Одне з багатьох озер Забороненого плато

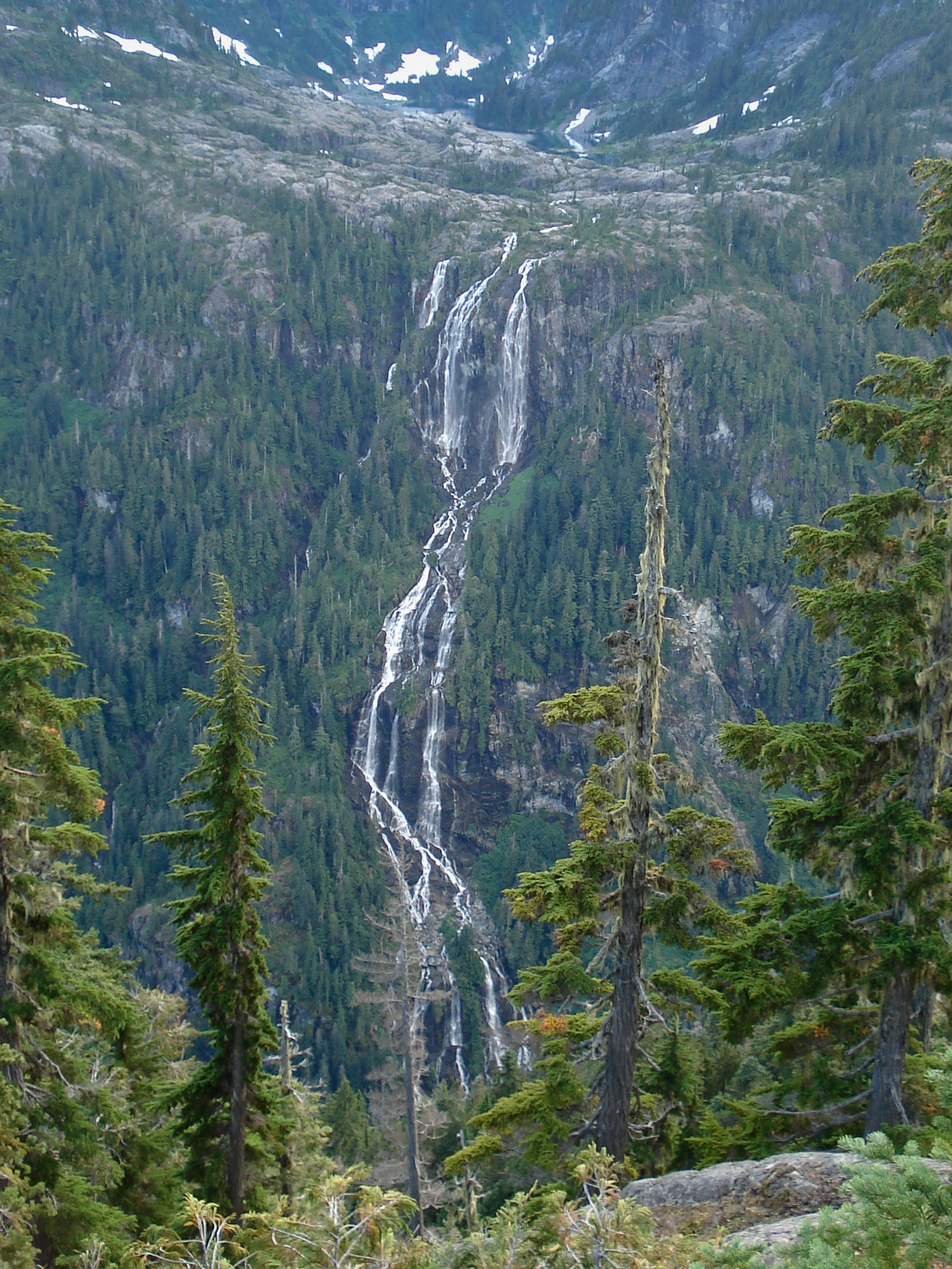
Водоспад Делла, другий за висотою водоспад на острові Ванкувер

Парк пролягає за 9 км на схід від Ґолд-Рівер і за 25 км на захід від річки Кемпбелл. На 2 458 км2 (949 миля2) площі, він включає найвищі вершини хребтів острова Ванкувер. Серед відомих гір, розташованих у межах парку, слід назвати:
- Ґолден-Гайнд - 2 198 м (7 211 фут)
- Гора Елкгорн - 2 166 м (7 106 фут)
- Маунт-Корнел Фостер - 2 129 м (6 985 фут)
- Гора Альберт Едвард - 2 093 м (6 867 фут)

Парк Страткона також відомий своїми озерами, водоспадами та льодовиками. Озеро Баттл є популярним місцем для плавання, веслування на каное, байдарках і риболовлі. У парку також розташований водоспад Делла, який з його висотою 440 м є одним з найвищих водоспадів у Канаді.
Кармуценська геологічна формація потужністю 6 500 м є найпоширенішою гірською породою в парку. Це нагромадження толеїтових подушок базальтів і брекчій. Це також найстаріша, найтовща та найпоширеніша формація на острові Ванкувер, знайдена на Потрійному піку, піку Кетс-Ір та хребті Маккензі.

## Екологія
- Субальпійська екосистема: кедр західний, дугласова ялиця, велика ялиця, ялиця амабіліс, західна цикута, гірська цикута та ялівець повзучий
- Дика природа: олень Рузвельта, бабак з острова Ванкувер, вовк з острова Ванкувер, чорний ведмідь, пума та прибережний чорнохвостий олень.
- Птахи: синиця каштанова, горихвістка червонопірка, крапивник озимий та корольок, канадська сойка, тетерук жовтобровий, орябок американський та білохвоста куріпка

## Історія
Ця територія є традиційною територією народу Мовачат і Мучалат з перших націй Мовачат/Мучалат. Командир Джон Баттл, на честь якого названо озеро Баттл, вперше дослідив цей район у 1860-х роках. У 1890 році уряд Британської Колумбії провів дослідження, щоб визначити межі земельної ділянки E&N Railway. Грант, наданий компанії Роберта Дансмюра в обмін на будівництво залізниці, простягався від Муір-Крік, поблизу Сука на південному кінці острова Ванкувер, по прямій лінії до Краун-Маунтін . Уся земля між цією лінією та східним узбережжям острова Ванкувер була включена до гранту. Лінія, яка формувала західну межу гранту, стала східною межею парку Страткона, коли він був створений у 1911 році. Хоча спочатку планувалося досягти річки Кемпбелл, залізниця так і не була побудована повз Кортні. На момент надання гранту територія в нинішніх межах парку вважалася недослідженою.
У 1894 і 1896 роках цю територію досліджував преподобний Вільям В. Болтон. Дослідження Болтона та зацікавленість федерального уряду у створенні національного парку спонукали прем’єр-міністра Британської Колумбії сера Річарда Макбрайда виділити парковий заповідник у червні 1910 року. Міністр земель Макбрайда, Прайс Еллісон, очолив експедицію для дослідження нового заповідника, під час якої було виконано перше сходження на гору Краун 29 липня 1910 року. В. В. Уркгарт очолював дослідну експедицію, до складу якої входили фотографи В. Р. Кент і Ейнар Андерсон, по всій території парку в 1913 і 1914 роках. Вони піднялися на багато вершин і назвали географічні об’єкти парку.
Перша світова війна призвела до того, що складні плани будівництва залізниці та двох готелів були скасовані. У рамках військових дій у долині річки Елк-Рівер проводилися лісозаготівлі.
Протягом наступних років на парк вплинуло інше промислове використання.
Ще в 1911 році в парку були зроблені ставки на корисні копалини. У 1939 році в парку було дозволено видобуток корисних копалин і лісозаготівлю, а в 1959 році була відкрита шахта Майра-Фолс. Ця шахта продовжує працювати в частині парку під назвою Strathcona-Westmin Provincial Park . Ця територія повністю знаходиться в межах більшого парку і становить 1,5% від загальної площі. Будучи парком класу B, вона має припинити своє існування та повернутися до загального природоохоронного режиму парку, коли шахта остаточно припинить роботу. Зараз шахта належить Nyrstar і виробляє концентрати цинку, свинцю, міді, срібла та золота.
У середині 1950-х років було вирубано 600 га лісу навколо берегової лінії озера Баттл-Лейк, враховуючи потенційне підвищення рівня води внаслідок будівництва дамби Страткона в 1955-1958 рр., що призвело до затоплення озера Аппер-Кемпбелл. Гребля Strathcona є однією з трьох гребель, побудованих для забезпечення живлення електростанції John Hart на річці Кемпбелл. При зміні рівня води в озері Баттл періодично оголюються пні від колишньої вирубки.
У 1987 році уряд провінції оголосив про плани вилучення великих територій з парку для лісозаготівель та інших промислових цілей. Друзі Страткони сформували блокаду, яка привернула значну увагу ЗМІ та призвела до арешту 63 протестувальників. Уряд залучив Пітера Ларкіна для проведення незалежного аналізу майбутнього парку, результатом якого став генеральний план парку Страткона. Відповідно до цього плану більша частина парку визначена природоохоронною територією. Громадський консультативний комітет парку Страткона був створений у цей час, щоб надавати поради BC Parks під час прийняття управлінських рішень щодо парку.
У 1995 році район Макбрайд-Крік ( 37,5 км2 (14,5 миля2)   ) і вододіл Мегін ( 273,9 км2 (105,8 миля2)   ) були додані до парку. Пізніше також було включено доповнення Дайверс та Россітор-Лейк.

## Відпочинок

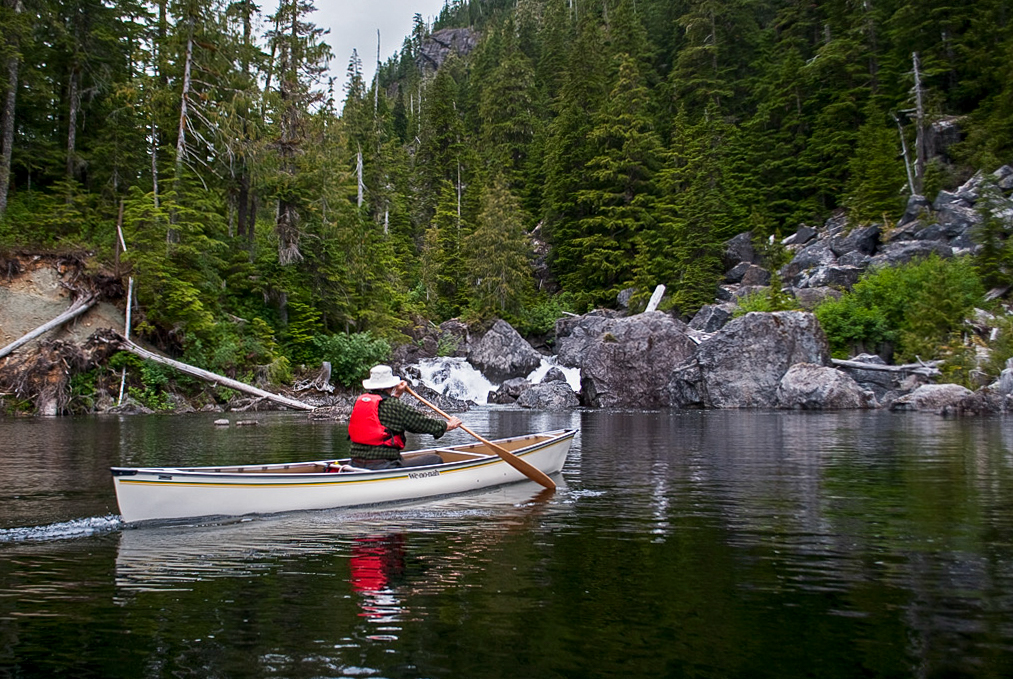
Каное на озері Джим Мітчелл біля південного краю парку

Парк є популярним місцем для туристів і альпіністів, а також плавців, каноїстів і байдарочників. У парку є розгалужена мережа пішохідних стежок; Об'єкти для відвідувачів розташовані на озері Батл і на Забороненому плато. У парку є кемпінги, маршрути для піших і лижних прогулянок, а також гірськолижні спуски. У сезон ловлять лосося червоногорлого, райдужну форель і мальму. Палити вогонь заборонено на всіх територіях парку, окрім обладнаних спеціальних місць для багаття.
Незважаючи на те, що в самому парку немає комерційних туристичних об’єктів, сусідній Strathcona Park Lodge та Outdoor Education Center пропонують навчання на відкритому повітрі. У прилеглих населених пунктах Кемпбелл-Рівер і Ґолд-Рівер доступні зручності для відвідувачів. Альпійський курорт Маунт-Вашингтон, де можна покататися на гірських і бігових лижах, розташований поруч із парком. Strathcona Park Lodge також пропонує табори вихідного дня для туристів або іноземних студентів із такими видами діяльності, як скелелазіння, каякінг, піші прогулянки, плавання тощо.

## Зовнішні посилання
- Офіційний сайт
- Страткона (провінційний парк) у Вікімандрах
- Strathcona Park. BC Geographical Names.
- Official park map (PDF)
- Geology of Strathcona Provincial Park Retrieved October 28, 2006
- Club Tread lists various hiking routes in the park. Retrieved October 28, 2006
- UNESCO, Clayoquot Sound Biosphere Reserve Retrieved January 23, 2023